# توافق‌نامه شنگن
توافق‌نامهٔ شنگن (به انگلیسی: Schengen Agreement) توافق‌نامه‌ای است که به برداشته شدن مرز بین ۶ کشور اروپایی انجامید و امکان مسافرت بدون روادید بین این کشورها را فراهم کرد. این توافق‌نامه در سال ۱۹۸۵ بین پنج کشور اروپای غربی به امضا رسید و کشورهای دیگر به تدریج به این توافق‌نامه پیوستند. هم‌اکنون ۲۹ کشور اروپایی از قوانین این توافق‌نامه پیروی می‌کنند.

اعضای اتحادیه اروپا که در توافق‌نامهٔ شنگن حضور دارند
اعضای اتحادیه اروپا که درخواست حضور در توافق‌نامهٔ شنگن داده‌اند
اعضای اتحادیه اروپا که در توافق‌نامهٔ شنگن حضور ندارند
اعضای غیر اتحادیه اروپا که در توافق‌نامهٔ شنگن حضور دارند
اعضای غیر اتحادیه اروپا که به صورت دفاکتو در توافق‌نامهٔ شنگن حضور دارند
اعضای غیر اتحادیه اروپا با مرزهای آزاد

## تاریخچه
توافق‌نامهٔ شِنگن در سال ۱۹۸۵ میلادی در روستایی به نام شنگن از توابع لوکزامبورگ از سوی بلژیک، فرانسه، آلمان غربی، هلند و لوکزامبورگ به امضا رسید. همه کشورهای اتحادیه اروپا به‌جز ایرلند وارد این توافق‌نامه شده‌اند.
این توافق‌نامه در ۲۶ مارس ۱۹۹۵ با پیوستن ایتالیا، اسپانیا، پرتغال و یونان به آن اجرایی شد.

## وضعیت حقوقی
با اینکه پیمان شنگن در سال ۱۹۹۷ در قوانین اتحادیه اروپا ادغام شد، اما بخشی از قوانین لازم‌الاجرای اتحادیه اروپا نیست. به همین دلیل، جمهوری ایرلند با وجود عضویت در اتحادیه اروپا عضو حوزه شنگن نیست. از سوی دیگر چهار کشور سوئیس، ایسلند، لیختن‌اشتاین و نروژ که عضو اتحادیه اروپا نیستند این پیمان را امضا کرده و در حوزه شنگن قرار دارند.

## پیوستن بلغارستان و رومانی
بلغارستان و رومانی در دسامبر ۲۰۲۴ به عضویت کامل منطقه شنگن درآمدند. در آغاز اتریش به دلیل نگرانی از مهاجرت غیرقانونی از مسیرهای زمینی با عضویت کامل رومانی و بلغارستان در اتحادیه اروپا مخالفت کرده بود. اما بعد موافقت کرد در گام نخست مرزهای دریایی و زمینی مشمول شنگن شوند و سپس رفت‌وآمد بدون روادید از مرزهای زمینی ممکن شود.
با عضویت کامل بلغارستان و رومانی در توافق‌نامه شنگن، تنها جمهوری ایرلند و قبرس هستند که با وجود عضویت در اتحادیه اروپا عضو این توافق‌نامه نیستند.

## اعضا
هم‌اکنون ۲۹ کشور اتریش، بلژیک، بلغارستان، کرواسی، جمهوری چک، دانمارک، استونی، فنلاند، فرانسه، آلمان، یونان، مجارستان، ایسلند، ایتالیا، لتونی، لیختن اشتاین، لیتوانی، لوکزامبورگ، مالت، هلند، نروژ، لهستان، پرتغال، رومانی، اسلواکی، اسلوونی، اسپانیا، سوئد، سوئیس عضو این توافق‌نامه هستند.